# Саут Зејнсвил (Охајо)
Саут Зејнсвил (енгл. South Zanesville) град је у америчкој савезној држави Охајо.

## Демографија
По попису из 2010. године број становника је 1.989, што је 53 (2,7%) становника више него 2000. године.
| Група             | 2000.         | 2010.         |
| Белци             | 1.889 (97,6%) | 1.867 (93,9%) |
| Афроамериканци    | 21 (1,1%)     | 60 (3,0%)     |
| Азијати           | 2 (0,1%)      | 1 (0,1%)      |
| Хиспаноамериканци | 5 (0,3%)      | 5 (0,3%)      |
| Укупно            | 1.936         | 1.989         |